# Río Nadym
El río Nadym (del ruso: Надым) es un río de 545 km de longitud que recorre la llanura de Siberia occidental y desemboca en el golfo del Obi (al este de la desembocadura del Obi, en el océano Ártico).

## Geografía
Su fuente se encuentra en los montes Uvales siberianos, vertiendo sus aguas hacia el Ókrug Autónomo Yamalo-Nénets
Su cuenca hidrográfica ocupa una superficie de 64.000 km². Su caudal medio es de 590 m³/s. Está helado desde octubre a finales de mayo. Es navegable a partir de la ciudad de Nadym, 110km por encima de la desembocadura. El tráfico desde Beloyarski a esta ciudad se desarrolla sobre el hielo en invierno, y en verano sobre un puente de pontones.
Su mayor tributario es el río Levaia Jettaa, y cerca de la desembocadura, el río Bolshoi Yarudei, formando un delta de 1.500 km².